# Lista över kyrkliga kulturminnen i Gävleborgs län
Förteckning över kyrkliga kulturminnen i Gävleborgs län.

## Bollnäs kommun
| Namn                                       | Ursprunglig funktion                        | Byggår | Arkitekt | Plats | Läge               | Anläggnings-ID | Bild                                    |
| ------------------------------------------ | ------------------------------------------- | ------ | -------- | ----- | ------------------ | -------------- | --------------------------------------- |
| Annefors kapell (Annefors 4:3)             | Kapell (1 byggnad)                          |        |          |       | 61.24492, 16.14741 |                | Ladda upp en till bild av denna byggnad |
| Arbrå kyrka (Arbrå prästbord 3:1)          | Kyrka med begravningsplats (1 byggnad)      |        |          |       | 61.49022, 16.38069 |                | Ladda upp en till bild av denna byggnad |
| Bollnäs kyrka (Säversta 16:1)              | Kyrka med begravningsplats (1 byggnad)      |        |          |       | 61.34454, 16.38959 |                | Ladda upp en till bild av denna byggnad |
| Hanebo kyrka (Hanebo kyrkby 32:1)          | Kyrka med begravningsplats (1 byggnad)      |        |          |       | 61.24492, 16.55643 |                | Ladda upp en till bild av denna byggnad |
| Katrinebergs kapell (Katrineberg 1:1)      | Kapell (1 byggnad)                          |        |          |       | 61.06586, 16.30276 |                | Ladda upp en till bild av denna byggnad |
| Nordsjö kapell (Nordsjö 4:6)               | Kapell (1 byggnad)                          |        |          |       | 61.57017, 16.49587 |                | Ladda upp en till bild av denna byggnad |
| Rengsjö gravkapell (Rengsjö prästbord 1:5) | Gravkapell med begravningsplats (1 byggnad) |        |          |       | 61.36252, 16.60743 |                | Ladda upp en till bild av denna byggnad |
| Rengsjö kyrka (Rengsjö prästbord 1:1)      | Kyrka (1 byggnad)                           |        |          |       | 61.36313, 16.60387 |                | Ladda upp en till bild av denna byggnad |
| Sankt Lars kapell (Säversta 5:4)           | Gravkapell med begravningsplats (1 byggnad) |        |          |       | 61.34616, 16.36370 |                | Ladda upp en till bild av denna byggnad |
| Segersta kyrka (Segersta prästbord 2:1)    | Kyrka med begravningsplats (1 byggnad)      |        |          |       | 61.26811, 16.63809 |                | Ladda upp en till bild av denna byggnad |
| Staffanskyrkan (Gruvberget 5:1)            | Kyrka (1 byggnad)                           |        |          |       | 61.09487, 16.16516 |                | Ladda upp en bild av denna byggnad      |
| Undersviks kyrka (Undersviks kyrkby 26:1)  | Kyrka (1 byggnad)                           |        |          |       | 61.60603, 16.32053 |                | Ladda upp en till bild av denna byggnad |

## Gävle kommun
| Namn                                      | Ursprunglig funktion                             | Byggår | Arkitekt | Plats             | Läge               | Anläggnings-ID | Bild                                    |
| ----------------------------------------- | ------------------------------------------------ | ------ | -------- | ----------------- | ------------------ | -------------- | --------------------------------------- |
| Andreaskyrkan (Sörby Urfjäll 35:6)        | Kyrka sammanbyggd med församlingshem (1 byggnad) |        |          | Andersberg, Gävle | 60.65231, 17.13853 |                | Ladda upp en bild av denna byggnad      |
| Bomhus kyrka (Holmsund 10:1)              | Kyrka med begravningsplats (1 byggnad)           |        |          |                   | 60.68218, 17.23030 |                | Ladda upp en till bild av denna byggnad |
| Böna kapell (Bönan 1:1)                   | Kapell (1 byggnad)                               |        |          |                   | 60.73813, 17.31105 |                | Ladda upp en till bild av denna byggnad |
| Forsbacka kyrka (Forsbacka 3:7)           | Kyrka med kyrkotomt (1 byggnad)                  |        |          |                   | 60.61510, 16.89835 |                | Ladda upp en till bild av denna byggnad |
| Gävle kapellkrematorium (Vall 11:1)       | Kapell,Krematorium (1 byggnad)                   |        |          |                   | 60.67323, 17.09541 |                | Ladda upp en till bild av denna byggnad |
| Hamrånge kyrka (Hamrånge prästbord 3:1)   | Kyrka (1 byggnad)                                |        |          |                   | 60.92701, 17.03896 |                | Ladda upp en till bild av denna byggnad |
| Hedesunda kyrka (Hedesunda prästbord 2:1) | Kyrka med begravningsplats (1 byggnad)           |        |          |                   | 60.37905, 17.01904 |                | Ladda upp en till bild av denna byggnad |
| Heliga Trefaldighetskyrka (Väster 31:1)   | Kyrka (1 byggnad)                                |        |          |                   | 60.67272, 17.13815 |                | Ladda upp en till bild av denna byggnad |
| Hemlingby kyrka (Hemlingby 62:1)          | Kyrka med kyrkotomt (1 byggnad)                  |        |          |                   | 60.65657, 17.16608 |                | Ladda upp en till bild av denna byggnad |
| Hille kyrka (Hille 18:1)                  | Kyrka med begravningsplats (1 byggnad)           |        |          |                   | 60.73346, 17.17974 |                | Ladda upp en till bild av denna byggnad |
| Lövgrunds kapell (Lövgrund 1:1)           | Kapell (1 byggnad)                               |        |          |                   | 60.74905, 17.45106 |                | Ladda upp en till bild av denna byggnad |
| Mariakyrkan (Sätra 24:3)                  | Kyrka sammanbyggd med församlingshem (1 byggnad) |        |          |                   | 60.69156, 17.11513 |                | Ladda upp en till bild av denna byggnad |
| Staffans kyrka (Brynäs 56:4)              | Kyrka (1 byggnad)                                |        |          |                   | 60.67078, 17.16291 |                | Ladda upp en till bild av denna byggnad |
| Strömsbro kyrka (Strömsbro 34:1)          | Kyrka (1 byggnad)                                |        |          |                   | 60.70258, 17.15861 |                | Ladda upp en till bild av denna byggnad |
| Tomaskyrkan (Sörby 22:1)                  | Kyrka med kyrkotomt (1 byggnad)                  |        |          |                   | 60.65893, 17.14529 |                | Ladda upp en till bild av denna byggnad |
| Valbo kyrka (Valbo kyrka 1:1)             | Kyrka med begravningsplats (1 byggnad)           |        |          |                   | 60.66456, 17.07008 |                | Ladda upp en till bild av denna byggnad |

## Hofors kommun
| Namn                              | Ursprunglig funktion                   | Byggår | Arkitekt | Plats | Läge               | Anläggnings-ID | Bild                                    |
| --------------------------------- | -------------------------------------- | ------ | -------- | ----- | ------------------ | -------------- | --------------------------------------- |
| Hofors kyrka (Hofors 11:55)       | Kyrka (1 byggnad)                      |        |          |       | 60.55155, 16.28783 |                | Ladda upp en till bild av denna byggnad |
| Torsåkers kyrka (Prästbordet 2:1) | Kyrka med begravningsplats (1 byggnad) |        |          |       | 60.50841, 16.47046 |                | Ladda upp en till bild av denna byggnad |

## Hudiksvalls kommun
| Namn                                      | Ursprunglig funktion                        | Byggår | Arkitekt | Plats | Läge               | Anläggnings-ID | Bild                                    |
| ----------------------------------------- | ------------------------------------------- | ------ | -------- | ----- | ------------------ | -------------- | --------------------------------------- |
| Agö kapell (Agön 1:4)                     | Kyrka (1 byggnad)                           |        |          |       | 61.53982, 17.42685 |                | Ladda upp en till bild av denna byggnad |
| Bergöns kapell (Bergö fiskehamn 1:12)     | Kapell (1 byggnad)                          |        |          |       | 61.81643, 17.39245 |                | Ladda upp en till bild av denna byggnad |
| Bjuråkers kyrka (Bjuråkers kyrkby 16:1)   | Kyrka med begravningsplats (1 byggnad)      |        |          |       | 61.86131, 16.56576 |                | Ladda upp en till bild av denna byggnad |
| Björkbergskyrkan (Östanbräck 1:55)        | Kyrka (1 byggnad)                           |        |          |       | 61.72999, 17.14037 |                | Ladda upp en till bild av denna byggnad |
| Bålsö kapell (Bålsön 1:1)                 | Kapell (1 byggnad)                          |        |          |       | 61.72793, 17.52280 |                | Ladda upp en till bild av denna byggnad |
| Delsbo kyrka (Delsbo kyrka 1:1)           | Kyrka med begravningsplats (1 byggnad)      |        |          |       | 61.81356, 16.56914 |                | Ladda upp en till bild av denna byggnad |
| Enångers kyrka (Svedjeåsen 1:2)           | Kyrka med begravningsplats (1 byggnad)      |        |          |       | 61.54357, 16.99806 |                | Ladda upp en till bild av denna byggnad |
| Forsa kyrka (Forsa prästgård 1:7)         | Kyrka med begravningsplats (1 byggnad)      |        |          |       | 61.73451, 16.93732 |                | Ladda upp en till bild av denna byggnad |
| Hudiksvalls kyrka (Kyrkbacken 3:1)        | Kyrka med begravningsplats (1 byggnad)      |        |          |       | 61.72619, 17.10459 |                | Ladda upp en till bild av denna byggnad |
| Håstakyrkan (Håsta 3:200)                 | Kyrka med kyrkotomt (1 byggnad)             |        |          |       | 61.72059, 17.08557 |                | Ladda upp en till bild av denna byggnad |
| Hälsingtuna kyrka (Tuna prästgård 3:1)    | Kyrka med begravningsplats (1 byggnad)      |        |          |       | 61.75429, 17.08064 |                | Ladda upp en till bild av denna byggnad |
| Högs kyrka (Högs annexhemman 2:1)         | Kyrka med begravningsplats (1 byggnad)      |        |          |       | 61.76634, 17.04087 |                | Ladda upp en till bild av denna byggnad |
| Hölicks kapell (Arnön 12:175)             | Kapell (1 byggnad)                          |        |          |       | 61.62324, 17.43700 |                | Ladda upp en till bild av denna byggnad |
| Idenors kyrka (Prästbordet 1:1)           | Kyrka med begravningsplats (1 byggnad)      |        |          |       | 61.69730, 17.11711 |                | Ladda upp en till bild av denna byggnad |
| Iggesunds kyrka (Iggesund 14:114)         | Folkets hus (1 byggnad)                     |        |          |       | 61.64079, 17.07686 |                | Ladda upp en till bild av denna byggnad |
| Kråkö kapell (Kråkön 1:3)                 | Kapell (1 byggnad)                          |        |          |       | 61.56470, 17.32773 |                | Ladda upp en till bild av denna byggnad |
| Kuggörarnas kapell (Arnön 12:41)          | Kapell (1 byggnad)                          |        |          |       | 61.70283, 17.52074 |                | Ladda upp en till bild av denna byggnad |
| Nianfors kyrka (Nianfors 1:7)             | Kyrka,Bostadshus (1 byggnad)                |        |          |       | 61.60060, 16.76874 |                | Ladda upp en till bild av denna byggnad |
| Njutångers kyrka (Njutångers kyrkby 16:1) | Kyrka med begravningsplats (1 byggnad)      |        |          |       | 61.61845, 17.05035 |                | Ladda upp en till bild av denna byggnad |
| Norrbo kyrka (Norrbo prästgård 1:12)      | Kyrka med begravningsplats (1 byggnad)      |        |          |       | 61.85308, 16.63959 |                | Ladda upp en till bild av denna byggnad |
| Rogsta kyrka (Söråkre 5:1)                | Kyrka med begravningsplats (1 byggnad)      |        |          |       | 61.76540, 17.19447 |                | Ladda upp en till bild av denna byggnad |
| Sankta Maria kapell (Iggesund 14:282)     | Gravkapell med begravningsplats (1 byggnad) |        |          |       | 61.64969, 17.08538 |                | Ladda upp en till bild av denna byggnad |

## Ljusdals kommun
| Namn                               | Ursprunglig funktion                                                      | Byggår | Arkitekt | Plats | Läge               | Anläggnings-ID | Bild                                    |
| ---------------------------------- | ------------------------------------------------------------------------- | ------ | -------- | ----- | ------------------ | -------------- | --------------------------------------- |
| Färila kyrka (Storbyn 30:1)        | Kyrka med begravningsplats, gravkapell med begravningsplats (2 byggnader) |        |          |       | 61.80067, 15.84877 |                | Ladda upp en till bild av denna byggnad |
| Hamra kyrka (Hamra 1:27)           | Kyrka med begravningsplats (1 byggnad)                                    |        |          |       | 61.65557, 14.99590 |                | Ladda upp en till bild av denna byggnad |
| Järvsö kyrka (Ön 3:1)              | Kyrka med begravningsplats (1 byggnad)                                    |        |          |       | 61.70910, 16.18146 |                | Ladda upp en till bild av denna byggnad |
| Kårböle kyrka (Kårböle 4:1)        | Kyrka med begravningsplats (1 byggnad)                                    |        |          |       | 61.98291, 15.31243 |                | Ladda upp en till bild av denna byggnad |
| Ljusdals kyrka (Prästgården 4:1)   | Kyrka med begravningsplats (1 byggnad)                                    |        |          |       | 61.82833, 16.07246 |                | Ladda upp en till bild av denna byggnad |
| Los kyrka (Los kyrkby 8:1)         | Kyrka med begravningsplats (1 byggnad)                                    |        |          |       | 61.72654, 15.17574 |                | Ladda upp en till bild av denna byggnad |
| Ramsjö kyrka (Ramsjö 3:7)          | Kyrka med begravningsplats (1 byggnad)                                    |        |          |       | 62.18523, 15.65410 |                | Ladda upp en till bild av denna byggnad |
| Tandsjöborgs kapell (Tandsjö 2:18) | Kapell (1 byggnad)                                                        |        |          |       | 61.70012, 14.73362 |                | Ladda upp en bild av denna byggnad      |

## Nordanstigs kommun
| Namn                                          | Ursprunglig funktion                                 | Byggår | Arkitekt | Plats | Läge               | Anläggnings-ID | Bild                                    |
| --------------------------------------------- | ---------------------------------------------------- | ------ | -------- | ----- | ------------------ | -------------- | --------------------------------------- |
| Bergsjö kyrka (Bergsjö prästgård 2:1)         | Kyrka med begravningsplats, gravkapell (2 byggnader) |        |          |       | 61.98130, 17.06516 |                | Ladda upp en till bild av denna byggnad |
| Gnarps kyrka (Gnarps prästgård 2:1)           | Kyrka med begravningsplats (1 byggnad)               |        |          |       | 62.04710, 17.25375 |                | Ladda upp en till bild av denna byggnad |
| Harmångers kyrka (Harmångers prästgård 2:1)   | Kyrka med begravningsplats (1 byggnad)               |        |          |       | 61.92666, 17.22166 |                | Ladda upp en till bild av denna byggnad |
| Hassela kyrka (Kyrkbacken 3:17)               | Kyrka med begravningsplats (1 byggnad)               |        |          |       | 62.10980, 16.70883 |                | Ladda upp en till bild av denna byggnad |
| Ilsbo kyrka (Ilsbo annexhemman 2:1)           | Kyrka med begravningsplats (1 byggnad)               |        |          |       | 61.85722, 17.05068 |                | Ladda upp en till bild av denna byggnad |
| Jättendals kyrka (Jättendals annexhemman 2:1) | Kyrka med begravningsplats (1 byggnad)               |        |          |       | 61.97402, 17.25947 |                | Ladda upp en till bild av denna byggnad |
| Strömsbruks kyrka (Strömsbruk 1:70)           | Kyrka med kyrkotomt (1 byggnad)                      |        |          |       | 61.86853, 17.31818 |                | Ladda upp en till bild av denna byggnad |

## Ockelbo kommun
| Namn                            | Ursprunglig funktion                   | Byggår | Arkitekt | Plats | Läge               | Anläggnings-ID | Bild                                    |
| ------------------------------- | -------------------------------------- | ------ | -------- | ----- | ------------------ | -------------- | --------------------------------------- |
| Lingbo kyrka (Lingbo 1:8)       | Kyrka med begravningsplats (1 byggnad) |        |          |       | 61.04694, 16.69808 |                | Ladda upp en till bild av denna byggnad |
| Ockelbo kyrka (Prästbordet 2:1) | Kyrka med begravningsplats (1 byggnad) |        |          |       | 60.88729, 16.71629 |                | Ladda upp en till bild av denna byggnad |
| Åmots kyrka (Vallhalla 1:5)     | Kyrka (1 byggnad)                      |        |          |       | 60.96617, 16.44815 |                | Ladda upp en till bild av denna byggnad |

## Ovanåkers kommun
| Namn                                      | Ursprunglig funktion                   | Byggår | Arkitekt | Plats | Läge               | Anläggnings-ID | Bild                                    |
| ----------------------------------------- | -------------------------------------- | ------ | -------- | ----- | ------------------ | -------------- | --------------------------------------- |
| Alfta kyrka (Alfta prästbord 2:1)         | Kyrka med begravningsplats (1 byggnad) |        |          |       | 61.34714, 16.07132 |                | Ladda upp en till bild av denna byggnad |
| Mattsmyra kapell (Mattsmyran 4:9)         | Kapell (1 byggnad)                     |        |          |       | 61.49632, 15.43358 |                | Ladda upp en till bild av denna byggnad |
| Ovanåkers kyrka (Ovanåkers prästbord 2:1) | Kyrka med begravningsplats (1 byggnad) |        |          |       | 61.36391, 15.90047 |                | Ladda upp en till bild av denna byggnad |
| Svabensverks kyrka (Svabensverk 6:1)      | Skola (1 byggnad)                      |        |          |       | 61.04332, 15.79245 |                | Ladda upp en till bild av denna byggnad |
| Voxna kyrka (Voxna 58:1)                  | Kyrka med begravningsplats (1 byggnad) |        |          |       | 61.36539, 15.51440 |                | Ladda upp en till bild av denna byggnad |
| Öjungs kapell (Öjung 8:1)                 | Kapell (1 byggnad)                     |        |          |       | 61.59132, 15.56733 |                | Ladda upp en till bild av denna byggnad |

## Sandvikens kommun
| Namn                                  | Ursprunglig funktion                                 | Byggår | Arkitekt | Plats | Läge               | Anläggnings-ID | Bild                                    |
| ------------------------------------- | ---------------------------------------------------- | ------ | -------- | ----- | ------------------ | -------------- | --------------------------------------- |
| Björksätra kyrka (Champinjonen 2)     | Kyrka sammanbyggd med församlingshem (1 byggnad)     |        |          |       | 60.60575, 16.75152 |                | Ladda upp en till bild av denna byggnad |
| Hammarby kapell (Sundbacka 3:6)       | Herrgård (1 byggnad)                                 |        |          |       | 60.54089, 16.57202 |                | Ladda upp en till bild av denna byggnad |
| Högbo kyrka (Överbyn 4:30)            | Kyrka med begravningsplats (1 byggnad)               |        |          |       | 60.66974, 16.80753 |                | Ladda upp en till bild av denna byggnad |
| Järbo kyrka (Järbo 83:1)              | Kyrka med begravningsplats (1 byggnad)               |        |          |       | 60.71168, 16.60232 |                | Ladda upp en till bild av denna byggnad |
| Ovansjö kyrka (Ovansjö prästbord 4:1) | Kyrka med begravningsplats, gravkapell (2 byggnader) |        |          |       | 60.60617, 16.61506 |                | Ladda upp en till bild av denna byggnad |
| Sandvikens kyrka (Kyrkåsen 4:2)       | Kyrka med begravningsplats (1 byggnad)               |        |          |       | 60.62079, 16.78443 |                | Ladda upp en till bild av denna byggnad |
| Seljansborgs kyrka (Grävlingen 7)     | Kyrka med kyrkotomt (1 byggnad)                      |        |          |       | 60.60490, 16.77285 |                | Ladda upp en till bild av denna byggnad |
| Stensätra kyrka (Sätra 37:2)          | Kyrka med kyrkotomt (1 byggnad)                      |        |          |       | 60.59932, 16.72793 |                | Ladda upp en bild av denna byggnad      |
| Storviks kyrka (Rådhuset 6)           | Kyrka sammanbyggd med församlingshem (1 byggnad)     |        |          |       | 60.58455, 16.52772 |                | Ladda upp en till bild av denna byggnad |
| Årsunda kyrka (Årsunda prästbord 4:1) | Kyrka med begravningsplats (1 byggnad)               |        |          |       | 60.52219, 16.74070 |                | Ladda upp en till bild av denna byggnad |
| Österfärnebo kyrka (Klappsta 16:1)    | Kyrka med begravningsplats (1 byggnad)               |        |          |       | 60.30204, 16.79463 |                | Ladda upp en till bild av denna byggnad |

## Söderhamns kommun
| Namn                                    | Ursprunglig funktion                                                 | Byggår | Arkitekt | Plats | Läge               | Anläggnings-ID | Bild                                    |
| --------------------------------------- | -------------------------------------------------------------------- | ------ | -------- | ----- | ------------------ | -------------- | --------------------------------------- |
| Bergviks kyrka (Vannsätter 8:35)        | Kyrka (1 byggnad)                                                    |        |          |       | 61.26124, 16.81885 |                | Ladda upp en till bild av denna byggnad |
| Ljusne kyrka (Ljusne 6:10)              | Kyrka, skola (1 byggnad)                                             |        |          |       | 61.21398, 17.13337 |                | Ladda upp en till bild av denna byggnad |
| Mo kyrka (Mo prästbol 2:1)              | Kyrka med begravningsplats (1 byggnad)                               |        |          |       | 61.31475, 16.77829 |                | Ladda upp en till bild av denna byggnad |
| Sandarne kyrka (Sandarne 4:4)           | Kyrka (1 byggnad)                                                    |        |          |       | 61.25961, 17.16438 |                | Ladda upp en till bild av denna byggnad |
| Skogs kyrka (Skogs prästbord 1:1)       | Kyrka (1 byggnad)                                                    |        |          |       | 61.16523, 16.82190 |                | Ladda upp en till bild av denna byggnad |
| Storjungfruns kapell (Skärgården 2:90)  | Kapell (1 byggnad)                                                   |        |          |       | 61.16757, 17.32909 |                | Ladda upp en bild av denna byggnad      |
| Stugsunds kyrka (Frigga 1)              | Kyrka sammanbyggd med församlingshem (1 byggnad)                     |        |          |       | 61.30307, 17.10879 |                | Ladda upp en bild av denna byggnad      |
| Söderala kyrka (Söderala Prästbord 2:1) | Kyrka med begravningsplats (1 byggnad)                               |        |          |       | 61.28056, 16.95672 |                | Ladda upp en till bild av denna byggnad |
| Trönö kyrka (Trönö kyrka 1:1)           | Kyrka med begravningsplats (1 byggnad)                               |        |          |       | 61.39736, 16.83720 |                | Ladda upp en till bild av denna byggnad |
| Ulrika Eleonora kyrka (Villastaden 3:5) | Kyrka med begravningsplats (1 byggnad)                               |        |          |       | 61.30364, 17.05030 |                | Ladda upp en till bild av denna byggnad |
| Vallviks kyrka (Vallvikshem 1:98)       | Kyrka med kyrkotomt,Kyrka sammanbyggd med församlingshem (1 byggnad) |        |          |       | 61.18323, 17.17187 |                | Ladda upp en till bild av denna byggnad |
| Vågbrokyrkan (Vågbro 13:1)              | Kyrka med kyrkotomt (1 byggnad)                                      |        |          |       | 61.32652, 17.05883 |                | Ladda upp en till bild av denna byggnad |